# ادوارد موزر
ادوارد موزر (نروژی: Edvard Moser؛ زادهٔ ۲۷ آوریل ۱۹۶۲) یک دانشمند در زمینه علوم اعصاب اهل نروژ است.
وی به همراه همسرش می-بریت موزر و جان اوکیف به خاطر «کشف سلول‌هایی که سامانه موقعیت‌یابی در مغز انسان» را تشکیل می‌دهند به‌طور مشترک برنده جایزه نوبل فیزیولوژی و پزشکی سال ۲۰۱۴ شدند.